# فيلا أولمو
فيلا أولمو (بالإيطالية: Villa Olmo)‏ هي فيلا كلاسيكية جديدة تقع في مدينة كومو في إيطاليا. بدأ العمل بها عام 1797 وهي من تصميم المهندس المعماري السويسري سيموني كانتوني. بنيت كمصيف للنبلاء كونها بجانب بحيرة. سميت بذاك الاسم نتيجة لشجرة دردار (أولمو بالإيطالية) في فناء حديقة الفيلا، والتي لم تعد موجودة حالياً.